# Gagetown (Michigan)
Pour les articles homonymes, voir Gagetown (homonymie).
Gagetown est un village du comté de Tuscola, dans l'État du Michigan, aux États-Unis. En 2020, il comptait une population de 321 habitants.